# 御井郡
御井郡（日语：／ Mii gun */?）是過去位于日本福岡縣的郡，已於1896年2月26日與御原郡、山本郡合併為三井郡。
當時管轄的大部分町村現已被合併為久留米市、小郡市和大刀洗町。

## 歷史

### 年表
- 1889年4月1日：實施町村制，久留米市從御井郡分離單獨實施市制，同時御井郡下設：御井町、國分村、上津荒木村、櫛原村、合川村、山川村、宮之陣村、高良內村、北野村、弓削村、大城村、金島村、大堰村、味坂村。
- 1896年2月26日：與御原郡、山本郡合併為三井郡。